# Tarisland
Tarisland, auch bekannt als Tarisland: Mystery of the Hollows, ist ein Massively Multiplayer Online Role-Playing Game (MMORPG), das vom Entwicklerstudio Level Infinite entwickelt und von Tencent am 21. Juni 2024 für Android, iOS und Microsoft Windows veröffentlicht wurde.

## Spielmechanik
Das Spiel bietet plattformübergreifendes Spielen und plattformübergreifenden Fortschritt. Tarisland enthält neun spielbare Klassen: Krieger, Paladin, Priester, Barde, Magier, Waldläufer, Barbarenkämpfer, Schattenschwertkämpfer und Phantom-Totenbeschwörer. Das Kampfsystem besteht aus einem Tab-Target-System, bei dem Gegner automatisch anvisiert werden und dann mit verschiedenen Fähigkeiten angegriffen werden können. Der Schaden der Attacken basiert auf den Werten der Ausrüstung und den ausgewählten Talenten.

## Rezeption
Tarisland erhält Kritik für seine Ähnlichkeiten zum MMORPG World of Warcraft (WoW) von Blizzard Entertainment. So erinnere beispielsweise ein Mount in Tarisland, ein Reittier mit dem Namen „Mysteriöses Reittier“, an das Reittier „Wilder Traumläufer“ aus WoW, meint Philipp Sattler von Buffed. Cedric Holmeier, Redakteur bei Mein MMO, behauptet, das Spiel ähnle mit seinem Art-Style, den Klassen, den Quests und sogar bei manchen Boss-Gegnern WoW definitiv, betont aber auch, dass das Spiel sich nicht wie ein Klon spiele und sich doch deutlich unterscheide.

„Das neue MMORPG hat sich überall inspirieren lassen, wo die Spieler zufrieden sind [...]. Dennoch werden die Hardcore-WoW-Fans sicher häufig Referenzen finden. Tarisland ist schon etwas Eigenes und kein Klon, gar eine Kopie von WoW.“